# Blidet Amor
Blidet Amor (en arabe بلدة عمر) est une petite ville du sud algérien située à 25 km au sud de Touggourt dans la wilaya de Touggourt.
On y parle le chelha.